# Еружи
Е́ружи (латыш. Jērūži; устар. Герусъ) — населенный пункт (латыш. mazciems) в Тауренской волости Вецпиебалгского края. Находится на востоке волости в 9,3 км от волостного центра Таурене, 10,5 км от краевого центра Вецпиебалги и 122,2 км от Риги.
Населенный пункт расположен у автомагистрали V299 (Рауна—Таурене—Абрупе).